# Arabitragus jayakari
Arabitragus jayakari es una especie de caprino que habita en las montañas de Hayar en los Emiratos Árabes Unidos y Omán, a altitudes superiores a los 1.800 m. Anteriormente se clasificaba junto a los hemitragos, como Hemitragus jayakari, pero estudios recientes de filogenia molecular han demostrado que no se trata del mismo grupo. Por este motivo, se ha creado el nuevo género de los Arabitragus. Se suele conocer como tar árabe.

## Características
El Arabitragus jayakari es pequeño en comparación a los otros hemitragos que existen y su apariencia es rechoncha. Presentan los cuernos arqueados hacia atrás, siendo más pequeños los de las hembras. El pelo es largo, castaño rojizo con una franja oscura a lo largo del dorso. Los machos muestran melenas impresionantes, que caen hacia los lados y van creciendo con la edad. Los más viejos tienen una gran crin y un bozal negro y franjas oscuras bajo el hocico. 
Como la mayor parte de las cabras de montaña, posee goma en las pezuñas, para lograr sostenerse y escalar en las escarpadas pendientes rocosas, que constituyen su hábitat.
Es de hábitos solitarios; los machos viven solos y las hembras con su cría. En vez de formar rebaños durante la época de celo, el acoplamiento es realizado por parejas dispersas. La gestación dura de 140 a 145 días.

### Dieta
Ramonean distintos árboles y arbustos, alimentándose de las hojas y frutos. Buscan siempre el agua y durante el verano logran beber cada dos o tres días. Se ven obligados a bajar de sus refugios elevados para beber en los cursos de agua llamados wadi y deben migrar a otras montañas cuando el agua se acaba.

## Amenazas
Está muy amenazado por la destrucción u ocupación de su hábitat para el pastoreo y la deforestación. En Omán, el incremento de la urbanización se ha correlacionado con el incremento de la cría de cabras domésticas en los territorios donde ha vivido esta especie. La degradación del hábitat se debe también a la construcción de edificios y la minería. Arabitragus jayakari deben cada vez más descender a las llanuras para tratar de encontrar agua fresca. 

### Conservación
En 1973 comenzaron los primeros programas de protección del Arabitragus jayakari y desde 1975 es protegido en las montañas del Hayar. En 1980 el Centro Omaní para la Cría de Mamíferos estableció un programa de cría en cautividad, para reintroducir los ejemplares a la vida salvaje. Actualmente hay tres instituciones implicadas, una en Omán y dos en los Emiratos. Desafortunadamente, muchas personas aún no son conscientes de la necesidad de proteger el Arabitragus jayakari, lo cual ha llevado a centrarse en campañas educativas y publicitarias para ilustrar sobre la vida de esta especie.